# طزرق، افغانستان
طزرق (به لاتین: Tazraq) یک روستا در افغانستان است که در ولایت بلخ واقع شده‌است.